# Telewizja Niepokalanów
Telewizja Niepokalanów – polskojęzyczna stacja telewizyjna o charakterze katolickim działająca w latach 1996–2001, nadawana za pośrednictwem kilku nadajników naziemnych zlokalizowanych m.in. w Skierniewicach, Warszawie, w Krakowie i w Łodzi.

## Historia
Telewizja Niepokalanów uruchomiona została przez oo. franciszkanów w sobotę, 20 stycznia 1996 roku o godzinie 17:15 pieśnią "Cześć Maryi, cześć i chwała". Zamiarem twórców stacji była ewangelizacja ludności Polski. Na antenie pojawiały się transmisje na żywo z ważnych wydarzeń religijnych, emitowano także specjalne programy dotyczące Kościoła rzymskokatolickiego, filmy fabularne, reportaże oraz program informacyjny – „Tydzień w Kościele – Przegląd Wydarzeń”. Ponadto programy kulturalne i muzyczne tj. „Muzyczne Okienko”, mające na celu ewangelizację poprzez muzykę. Zapraszani artyści prezentowali życie pełne istotnych wartości. Wśród gości znaleźli się: Jan Pospieszalski, Mieczysław Szcześniak, Beata Kozidrak, Urszula, Ryszard Rynkowski, Krzysztof Krawczyk czy Jacek Kaczmarski. Taka ramówka stacji utrzymywała się do końca lutego 2001 roku, kiedy to została zastąpiona przez TV Puls, której zresztą od 24 lutego na antenie Telewizji Niepokalanów emitowany był spot reklamowy wraz z logiem.
Twórcy TV Niepokalanów chcieli kontynuować swoje dzieło, uruchamiając drugi program pod nazwą Telewizja Niepokalanów II.